# گدینگ (انگلستان)
گدینگ (به انگلیسی: Gedding) یک روستا، شهرک و محله مدنی در بریتانیا است که در مید سافک واقع شده‌است. گدینگ ۱۳۰ نفر جمعیت دارد.